# Oswaldo Payá Sardiñas
Pour les articles homonymes, voir Sardiñas.
Oswaldo Payá Sardiñas, né le 29 février 1952 à La Havane et mort le 22 juillet 2012 à Cuba, est un dissident cubain, militant catholique, membre fondateur en 1988 et dirigeant du Mouvement chrétien de libération. Toujours en 1998, il est à l'origine du projet Varela et lauréat en 2002 du prix Sakharov de la liberté de pensée.

## Biographie

### 1998-2002: Projet Varela
En 1998, il a lancé le projet Varela (Proyecto Varela), du nom du prêtre Félix Varela qui lutta au XIXe siècle pour l'indépendance de Cuba. Le projet Varela est une pétition demandant l'organisation d'un référendum sur une réforme constitutionnelle donnant une plus grande liberté personnelle, politique, et économique (liberté d'entreprendre) ainsi que l'amnistie des prisonniers politiques. Ce projet implique un changement de régime politique. La constitution cubaine permet de soumettre un projet de loi à l'Assemblée nationale du Pouvoir populaire s'il est appuyé par au moins 10 000 électeurs
En 2002, Oswaldo Payá Sardiñas a remis au Parlement cubain une pétition ayant recueilli 11 020 signatures (14 384 en 2003). Malgré de sérieux soupçons pesant sur la manière dont les signatures ont été obtenues (pots de vin, promesses de visas pour partir aux États-Unis, signatures apparaissant plusieurs fois...) les autorités ont considéré la démarche comme valable et la requête a été traitée à l'Assemblée nationale conformément à la constitution. 
Parallèlement, à la suite d'un discours de George W. Bush le 20 mai 2002 à Miami qui exigeait l'abolition du système socialiste à Cuba, plus de huit millions de personnes ont signé un document proposant de qualifier d'« intouchable » le caractère socialiste de la Révolution. L'Assemblée nationale a donc décidé de rejeter sa proposition.
Oswaldo Payá Sardiñas s'est illustré en apportant son soutien au coup d'État au Venezuela en 2002.

### 2002-2012
L'aura internationale de Payá Sardiñas, conférée notamment par le Prix Sakharov obtenu en 2002, lui a permis d'échapper à la vague d'arrestations menée en mars 2003 appelée Printemps noir par le gouvernement cubain contre 75 personnalités (journalistes, écrivains, défenseurs des droits de l'homme et opposants), condamnées à des peines de prison comprises entre 6 et 28 ans.

### 2012: décès
Il meurt le 22 juillet 2012 dans un accident de voiture dans la province de Granma à Cuba,. Sa fille Rosa María Payá conteste la version officielle de l'accident : « D'après les informations que nous ont fait parvenir les jeunes qui voyageaient dans la voiture avec [Oswaldo Paya], il y avait un autre véhicule qui essayait de les sortir de la route, en les assaillant à tout moment. Nous pensons donc qu'il ne s'agit pas d'un accident, qu'on voulait leur faire du mal et qu'ils ont fini par tuer mon père ». Ses proches demandent aussitôt l'ouverture d'une « enquête transparente » sur son accident de voiture, indiquant qu'Oswaldo Payá Sardiñas avait reçu de nombreuses menaces de mort. En effet, les circonstances de son décès restent controversées et une cinquantaine de dissidents cubains participants aux funérailles de Oswaldo Payá Sardiñas ont été arrêtés lors de ces mêmes funérailles, dont Guillermo Fariñas, prix Sakharov 2010.
Le pape Benoît XVI a qualifié, dans un télégramme, la mort d'Oswaldo Payá de « perte irréparable » pour le peuple cubain qui perd là un de ses défenseurs.

## Distinctions
- Prix Sakharov pour la liberté de pensée (2002), décerné par le Parlement européen
- W. Averell Harriman Democracy Award (2003) décerné par le U.S. National Democratic Institute for International Affairs